# National Trust for Places of Historic Interest or Natural Beauty
Il National Trust (in gallese: Ymddiriedolaeth Genedlaethol, in irlandese: Iontaobhas Náisiúnta) è un'organizzazione di beneficenza e associativa finalizzata alla conservazione del patrimonio, attiva in Inghilterra, Galles e Irlanda del Nord. In Scozia esiste il National Trust for Scotland, separato e indipendente.
Il Trust è stato fondato nel 1895 da Octavia Hill, Sir Robert Hunter e Hardwicke Rawnsley allo scopo di «promuovere la conservazione permanente a beneficio della Nazione di terre e costruzioni (compresi gli edifici) di interesse storico o estetico». Ebbe poteri statutari a partire dal National Trust Act del 1907. Storicamente, il Trust ha acquisito terreni per donazione e talvolta tramite sottoscrizione e appello pubblico, ma dopo la seconda guerra mondiale la perdita da parte dei proprietari di molte case di campagna ha portato all'acquisizione di parecchi di questi beni tramite donazione o tramite il National Land Fund. Le case di campagna e le tenute costituiscono ancora una parte significativa dei possedimenti del Trust, ma è anche importante l'attività di protezione dei paesaggi naturali come nel Lake District e nel Peak District.
Oltre alle grandi tenute di famiglie titolate, il Trust ha acquisito case più piccole, tra cui alcune il cui valore non è tanto architettonico quanto rilevante per la loro associazione con personaggi famosi, ad esempio le case d'infanzia dei cantanti/compositori John Lennon e Paul McCartney.
Fra i più grandi proprietari terrieri del Regno Unito, il Trust possiede quasi 250.000 ettari di terra e 1.260 km di costa. Le sue proprietà comprendono più di 500 dimore storiche, castelli, monumenti archeologici e industriali, giardini, parchi e riserve naturali. La maggior parte delle proprietà sono aperte al pubblico a pagamento (i membri hanno ingresso gratuito), mentre gli spazi aperti sono gratuiti per tutti. Il Trust ha un'entrata annua di oltre 680 milioni di sterline, in gran parte derivante da tesseramento, abbonamenti, donazioni e lasciti, redditi patrimoniali diretti, profitti dai suoi negozi e ristoranti e investimenti. Riceve inoltre sovvenzioni da una varietà di organizzazioni, tra cui altri enti di beneficenza, dipartimenti governativi, autorità locali e il National Lottery Heritage Fund.

## Storia

### Fondatori

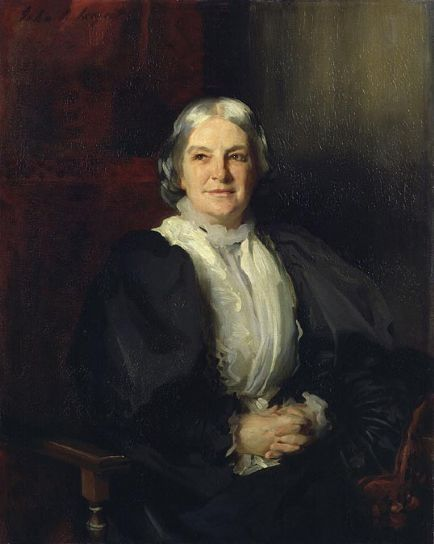
Ottavia Hill, di John Singer Sargent, 1898

Il Trust fu costituito il 12 gennaio 1895 come "National Trust for Places of Historic Interest or Natural Beauty", che è ancora il nome legale dell'organizzazione. I fondatori furono la riformatrice sociale Octavia Hill, l'avvocato Sir Robert Hunter e il sacerdote Hardwicke Rawnsley.
Nel 1876 Hill, insieme alla sorella Miranda, aveva fondato una società per «diffondere l'amore per le cose belle tra i nostri fratelli poveri». Nominata in onore del filantropo John Kyrle, la Kyrle Society fece una campagna per adibire gli spazi aperti all'uso ricreativo degli abitanti delle città, oltre ad avere sezioni dedite a temi decorativi, musicali e letterari. Hunter era stato avvocato presso la Commons Preservation Society, mentre Rawnsley aveva condotto una campagna per la protezione del Lake District. L'idea di una società con il potere di acquisire e possedere edifici e terreni era stata proposta da Hunter nel 1894.
Nel luglio 1894 un consiglio provvisorio, guidato da Hill, Hunter, Rawnsley e il Duca di Westminster si riunì a Grosvenor House e decise che la società avrebbe dovuto essere nominata "National Trust for Places of Historic Interest or Natural Beauty". Lo statuto fu presentato al Board of Trade e il 12 gennaio 1895 il Trust fu registrato ai sensi del Companies Act. Il suo scopo era quello di «promuovere la conservazione permanente a beneficio della Nazione di terre e case popolari (compresi gli edifici) di bellezza o interesse storico».

### I primi anni

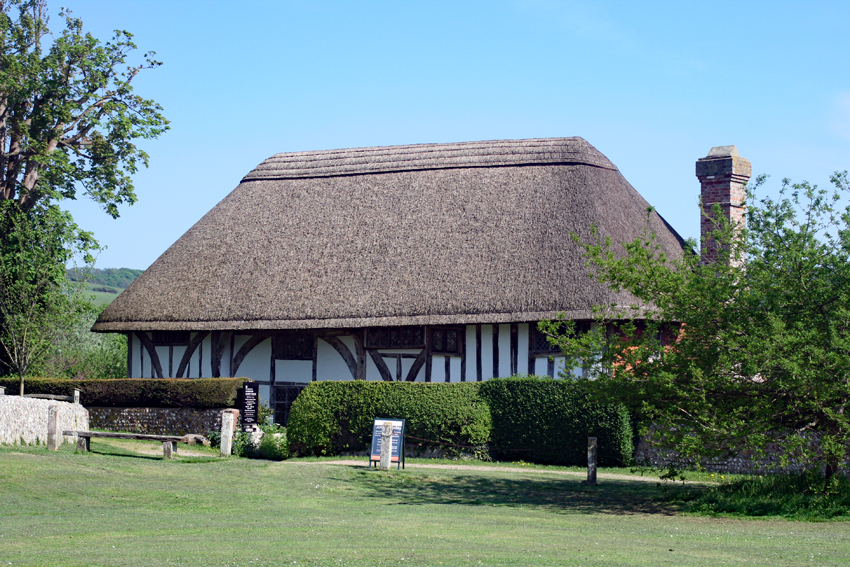
Il primo edificio acquisito dal Trust fu l'Alfriston Clergy House nel 1896

Il Trust acquisì la sua prima proprietà all'inizio del 1895. Dinas Oleu, un pezzo di terra sulla scogliera sopra Barmouth in Galles, venne donato da Fanny Talbot, un'amica di Rawnsley. Il primo edificio del Trust fu acquisito l'anno successivo: l'Alfriston Clergy House era una casa del XIV secolo nel villaggio di Alfriston nel Sussex. Fu acquistato per 10 sterline e ne furono necessarie altre 350 per la riparazione.
Nel 1907 Hunter redasse il primo National Trust Act, che fu approvato dal Parlamento e diede al Trust il potere di dichiarare inalienabile la sua terra, il che significa che non poteva essere venduta senza l'approvazione parlamentare. Ulteriori Atti sarebbero seguiti nel 1919, 1937, 1939, 1953 e 1971.
All'inizio, il Trust si occupava principalmente dell'acquisizione (tramite donazione o acquisto) di spazi aperti e di una varietà di edifici minacciati. Gli edifici erano generalmente di dimensioni modeste, ad eccezione di Barrington Court nel Somerset, la prima grande casa di campagna del Trust. Due dei siti acquisiti dal Trust nei suoi primi anni divennero in seguito riserve naturali: Wicken Fen nel Cambridgeshire e Blakeney Point nel Norfolk, entrambi acquistati con l'aiuto di una donazione del naturalista e banchiere Charles Rothschild. White Barrow nella Salisbury Plain è stato il primo monumento archeologico del Trust, acquistato nel 1909 per 60 sterline.
Nel 1914 il Trust, che operava da un piccolo ufficio a Londra, contava 725 membri e aveva acquisito 63 proprietà, coprendo 2353 ettari.

### Espansione

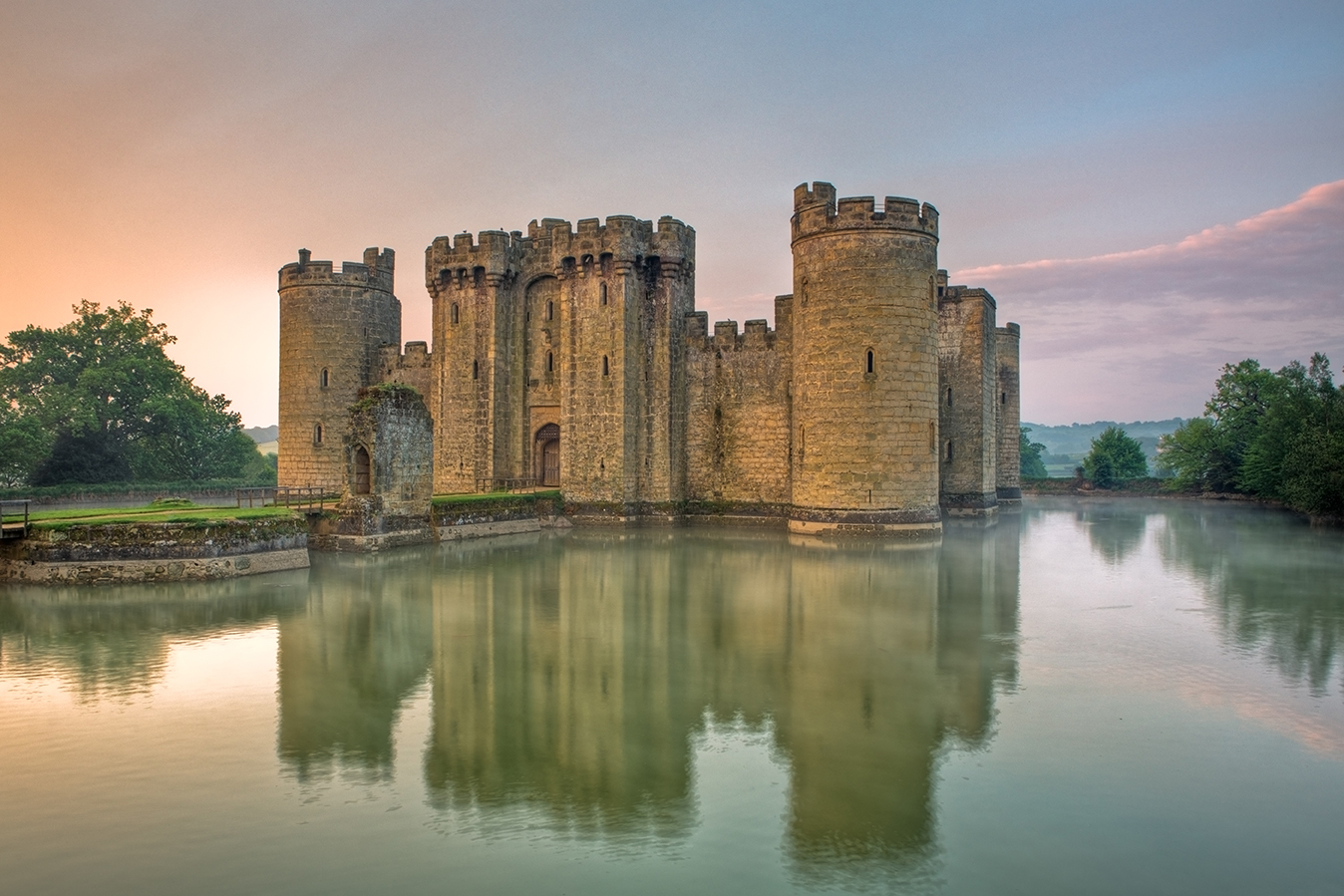
Il castello di Bodiam fu acquisito dal Trust nel 1926

Nel 1920 il Trust perse l'ultimo dei suoi tre fondatori, Rawnsley. I 2000 ettari di terreno nel Lake District furono accresciuti da donazioni in sua memoria, inclusa parte del Great Wood su Derwentwater. Nel 1923 il critico letterario John Bailey subentrò come presidente del Trust. Sotto la sua presidenza, il Trust ha visto un aumento dei fondi, dei membri e delle proprietà. Gli anni '20 videro l'acquisizione di più siti archeologici, tra cui Cissbury Ring nel West Sussex, e dei primi edifici, tra cui due castelli medievali (il castello di Bodiam nell'East Sussex e il castello di Tattershall, nel Lincolnshire) lasciati in eredità al Trust da Lord Curzon.
Nel 1925 il Trust lanciò un appello nazionale per acquistare la Ashridge Estate nell'Hertfordshire, raccogliendo con successo la cifra record di 80.000 sterline. Quando Bailey morì nel 1931, il giornale The Times gli rese omaggio: «La forte posizione che ora occupa il National Trust è in gran parte dovuta a lui, e forse non si saprà mai quanti generosi doni di bellezza rurale e interesse storico la nazione deve, direttamente o indirettamente, al suo persuasivo entusiasmo.»
Il Trust, che già possedeva una vasta area del Lake District, acquistò il suo primo pezzo di terra nel Peak District nel 1930. Quattro anni dopo, Ilam Hall fu presentata al Trust per essere utilizzata come ostello della gioventù. Gli anni '30 videro un'espansione dell'interesse del Trust per la conservazione delle coste, con più di trenta piccole proprietà costiere solo nel Devon e in Cornovaglia. Nel 1934 il Trust acquisì il suo primo villaggio, West Wycombe nel Buckinghamshire, che fu donato al Trust dalla Royal Society of Arts che lo aveva acquistato da Sir John Lindsay Dashwood cinque anni prima. Il Quarry Bank Mill nel Cheshire fu donato al Trust nel 1939, con una tenuta che comprendeva il villaggio di Styal, costruito per gli operai della propria cartiera da Samuel Greg.
Durante gli anni '30 e '40, il Trust ha beneficiato delle tattiche di raccolta fondi non convenzionali della Ferguson's Gang, un gruppo di donne con pseudonimi come Bill Stickers e Red Biddy che indossavano travestimenti ed eseguivano acrobazie durante la consegna di denaro al Trust. Le loro donazioni hanno permesso al Trust di acquistare varie proprietà tra cui Shalford Mill, nel Surrey, e Newtown Old Town Hall, sull'Isola di Wight.

### Le case di campagna

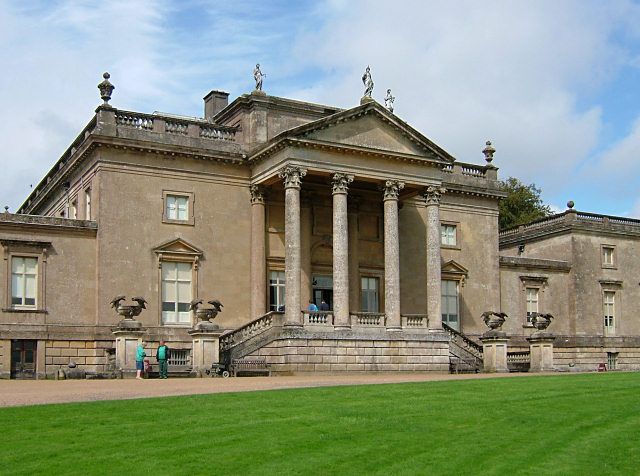
Stourhead

A Bailey succedette come presidente del Trust il secondo marchese di Zetland, e nel 1936 il Trust istituì il Comitato per le case di campagn (Country Houses Committee) con James Lees-Milne come segretario, per studiare il modo di preservare le case di campagna e i giardini in un momento in cui la loro i proprietari non potevano più permettersi di mantenerli. I National Trust Acts del 1937 e del 1939 facilitarono il trasferimento delle proprietà dai proprietari privati al Trust: il piano consentiva ai proprietari di sottrarsi all'imposta di successione gravante sulla casa di campagna e sulla dotazione necessaria al mantenimento della stessa, mentre loro e i loro eredi potevano continuare a vivere nella proprietà, a condizione che al pubblico fosse consentito un certo accesso. La prima casa offerta nell'ambito del progetto fu Stourhead nel Wiltshire, sebbene non fu acquisita dal Trust se non dopo la morte nel 1947 dei proprietari Sir Henry e Lady Hoare.
La prima proprietà a essere effettivamente consegnata al Trust nell'ambito del progetto era una casa relativamente moderna: Wightwick Manor vicino a Wolverhampton era stato costruito appena cinquant'anni prima. L'Abbazia di Lacock, sempre nel Wiltshire, fu un'altra delle prime acquisizioni, consegnata al Trust da Matilda Talbot (nipote di William Fox Talbot) dopo quasi sette anni di trattative. La casa venne fornita con il villaggio di Lacock e una dotazione di 120 ettari di terreno.

### Gli anni del dopoguerra

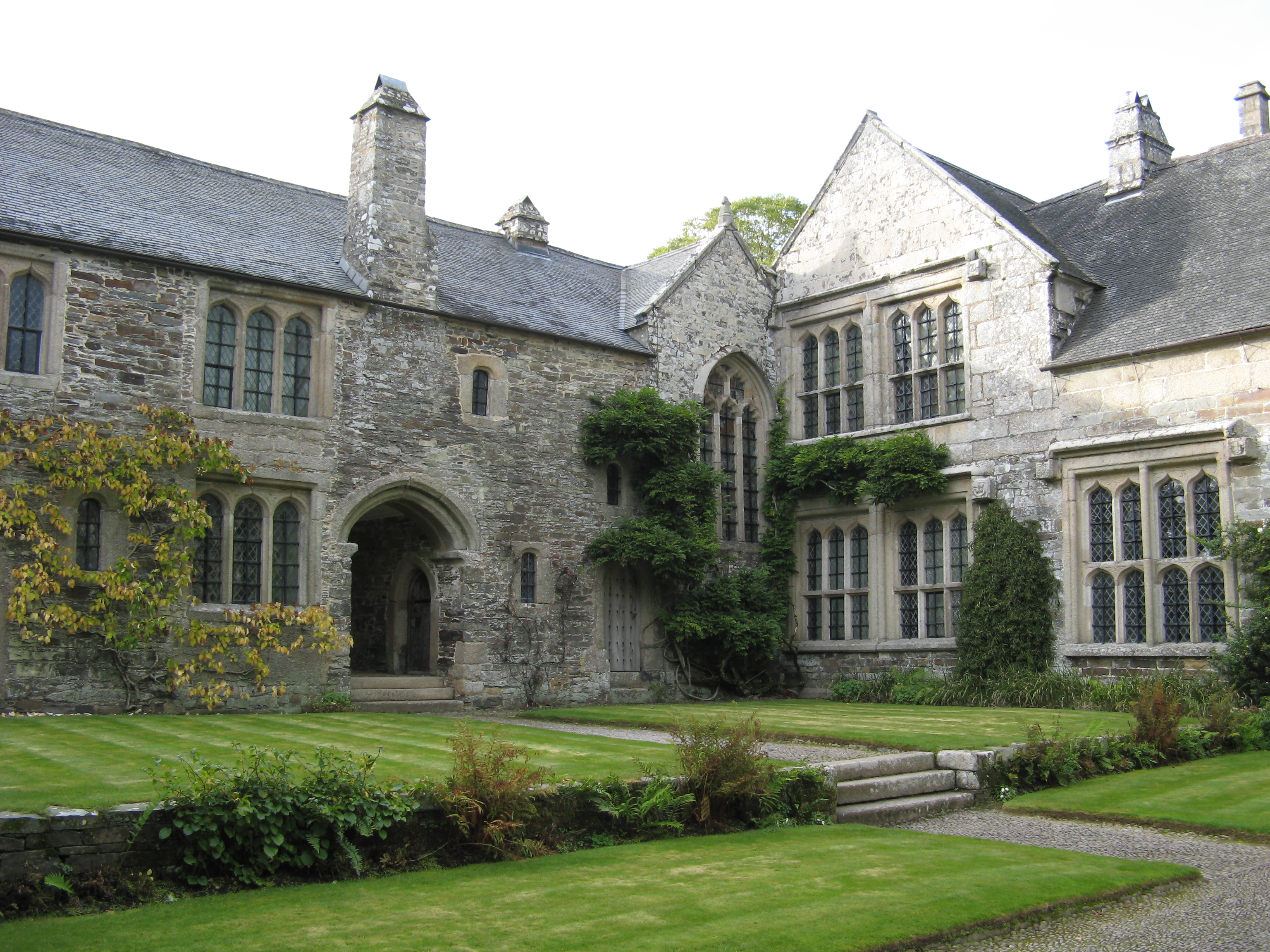
Cothele

Dopo la Seconda guerra mondiale il governo istituì il National Land Fund come «offerta di ringraziamento per la vittoria» allo scopo di utilizzare il denaro ricavato dalla vendita delle scorte belliche in eccedenza per acquisire proprietà d'interesse nazionale. Il regime consentiva anche il trasferimento al Trust di case storiche e terreni lasciati al governo in pagamento dell'imposta di successione. Il primo spazio aperto acquisito dal Trust nell'ambito del progetto fondiario era un terreno agricolo a Hartsop nel Lake District; la prima casa di campagna fu Cotehele in Cornovaglia. Acquisizioni successive includevano Hardwick Hall, Ickworth House, Penrhyn Castle e il giardino del Castello di Sissinghurst. Il Land Fund è stato sostituito nel 1980 dal National Heritage Memorial Fund.
Il lavoro del Trust fu aiutato da ulteriori leggi durante questo periodo: il Town and Country Planning Act del 1947 portò ad una maggiore cooperazione tra le autorità locali e il Trust, mentre l'Historic Buildings and Ancient Monuments Act del 1953 permise al Trust di ricevere sovvenzioni governative per il restauro e la manutenzione degli edifici storici alle stesse condizioni degli altri proprietari.
Un importante progetto, iniziato nel 1959 e completato nel 1964, è stato il restauro della sezione meridionale del Canale di Stratford-upon-Avon. Il Trust è stato convinto ad accettare il progetto da John Smith e il lavoro è stato svolto da centinaia di volontari.
Tra il 1945 e il 1965 il Trust, sotto la presidenza del conte di Crawford, vide una crescita dei suoi membri da 7.850 a 157.581 e una crescita del suo personale da 15 a 450 unità. L'area del terreno di proprietà del Trust è aumentata da 45.000 ettari nel 1945 a 132.000 nel 1965, con ulteriori 21.000 oggetto di pattuizione. Nel maggio 1945 la sede londinese del Trust si trasferì in Queen Anne's Gate.

### Il rapporto Benson
Nel 1965 il Trust lanciò Enterprise Neptune, una campagna di raccolta fondi per acquistare o acquisire convenzioni su tratti di costa e proteggerli dallo sviluppo. Il progetto ha avuto successo, raccogliendo oltre 800.000 sterline nel suo primo anno, ma ha avuto conseguenze impreviste per il Trust poiché il direttore del progetto, Conrad Rawnsley (ex comandante navale e nipote di uno dei fondatori del Trust, Hardwicke Rawnsley), entrò in urto con l'amministrazione del Trust e condusse un attacco pubblico contro il progetto stesso. Nel febbraio 1967 fu convocata un'assemblea generale straordinaria e, sebbene le risoluzioni del gruppo di riforma furono respinte, il Trust riconobbe la necessità di cambiamento e istituì un comitato consultivo per esaminarne la gestione e l'organizzazione. Il comitato era presieduto dal contabile Sir Henry Benson, che era indipendente dal Trust. Gli altri tre membri, Len Clark, Sir William Hayter e Patrick Gibson, facevano tutti parte del Consiglio. Il rapporto Benson fu pubblicato nel 1968 e, pur approvando ampiamente la politica del Trust, raccomandò una serie di cambiamenti organizzativi, che furono poi incorporati nel National Trust Act del 1971. Dopo la pubblicazione del rapporto, gran parte dell'amministrazione del Trust è stata devoluta alle regioni.

### Centenario
Gli ultimi tre decenni del XX secolo hanno visto un grande aumento dei membri del Trust, dai 160.000 nel 1968 a oltre due milioni al momento del suo centenario nel 1995, aumento in gran parte dovuto all'assunzione da parte del Trust di un direttore delle pubbliche relazioni, come raccomandato dal rapporto Benson e dai responsabili regionali dell'informazione. A partire dagli anni '70, nelle proprietà del Trust furono aperte sale da tè e negozi di souvenir e nel 1984 fu creata una società per gestire le attività commerciali. Presso le proprietà del Trust sono stati organizzati programmi di eventi, inclusi spettacoli teatrali e concerti, e attività educative. ll Trust nominò il suo primo presidente donna, Dame Jennifer Jenkins, nel 1986.
Quando nel 1995 il Trust festeggiò il suo centenario, possedeva o curava 223 case, 159 giardini, 271.139 ettari di aperta campagna, e 850 km di costa.
Negli anni '90 ci fu una disputa all'interno del Trust sulla caccia al cervo, che fu oggetto di molti dibattiti durante le assemblee generali annuali. Il Trust ha vietato la caccia al cervo sul proprio territorio nel 1997.

### XXI secolo

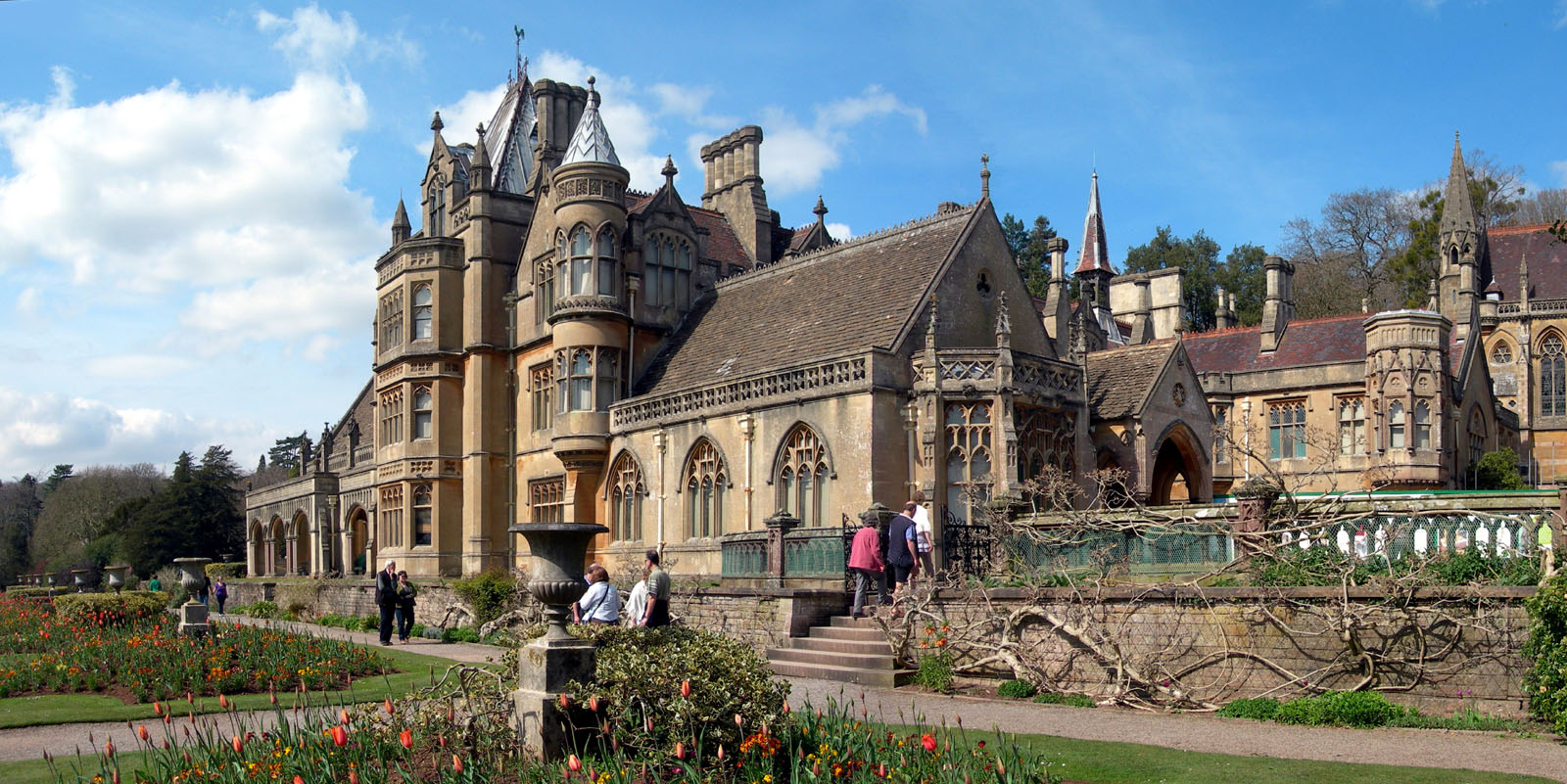
Nel 2002 il Trust ha acquisito Tyntesfield, una villa in stile gotico vittoriano

Nel 2002 il Trust ha acquisito la sua prima casa di campagna da più di un decennio: Tyntesfield, una villa gotica vittoriana nel Somerset, è stata acquisita con donazioni del National Heritage Memorial Fund e dell'Heritage Lottery Fund, nonché da soggetti privati. Tre anni dopo, nel 2005, il Trust ha acquisito un'altra casa di campagna, Seaton Delaval Hall nel Northumberland.
Nel 2005 il Trust si è trasferito in una nuova sede centrale a Swindon, nel Wiltshire. L'edificio è stato costruito sul sito delle ex Swindon railway works della Great Western Railway ed è inteso come un modello di rinnovamento delle aree dismesse. Si chiama Heelis, tratto dal nome da sposata dell'autrice di libri per bambini Beatrix Potter, sostenitrice e donatrice del Trust, il quale ora possiede la terra da lei un tempo posseduta in Cumbria. Nel giugno 2019 è stata annunciata una ristrutturazione dei locali per accogliere un numero crescente di dipendenti.
Nel 2007, bicentenario dello Slave Trade Act che sanciva l'abolizione della tratta degli schiavi, il Trust ha pubblicato l'articolo Addressing the Past nella sua rivista trimestrale, esaminando aspetti della «storia nascosta» del Trust e trovando modi per «reinterpretare alcune delle sue proprietà e collezioni». Una ricerca condotta dal Trust ha rivelato nel 2020 che 93, quasi un terzo, delle sue case e giardini avevano collegamenti con il colonialismo e lo schiavismo storica: «questo include la tratta globale degli schiavi, i beni e i prodotti del lavoro schiavistico, l'abolizionismo e la protesta, e la Compagnia britannica delle Indie orientali». Il rapporto ha suscitato polemiche e la Charity Commission, ente governativo che regola le associazioni benefiche, ha aperto un caso nel settembre 2020 per esaminare il processo decisionale degli amministratori. La Charity Commission ha concluso che non c'erano motivi per un'azione normativa contro il Trust. Un gruppo di membri ha avviato una campagna, Restore Trust, per discutere le proprie preoccupazioni sul futuro dell'organizzazione di beneficenza.

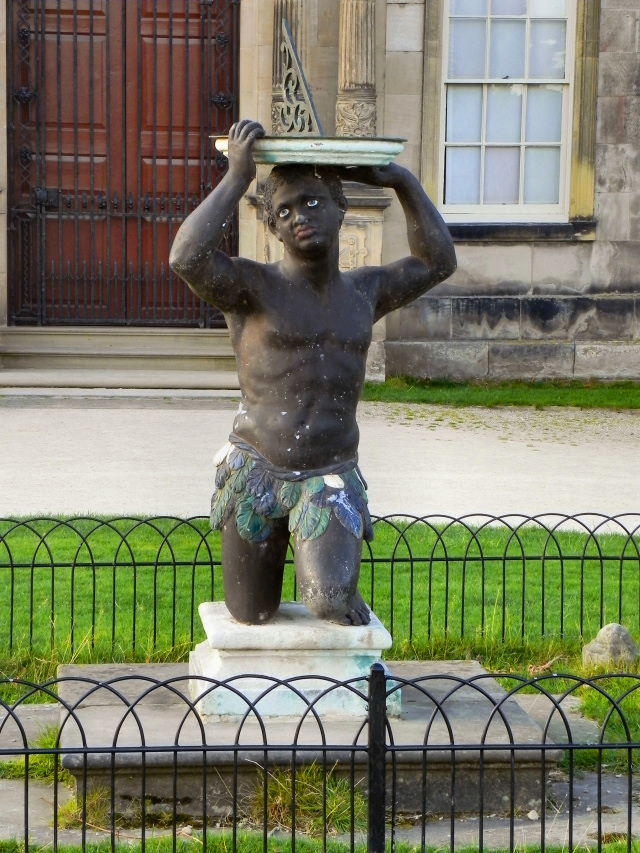
La meridiana di Dunham Massey

Nel 2020 la statua della meridiana di Dunham Massey Hall di «una figura africana inginocchiata vestita di foglie che porta la meridiana sopra la testa» è stata rimossa dalla sua posizione dopo che sono state fatte richieste per la rimozione di statue con riferimenti alla tratta degli schiavi in seguito alla morte di George Floyd.
La pandemia di COVID-19 ha portato alla chiusura nel marzo 2020 di case, negozi e caffè del National Trust, seguita da vicino da tutti i parchi recintati e i giardini. Allo stesso tempo, il Trust ha lanciato la campagna #BlossomWatch che incoraggiava le persone a condividere sui social media immagini di fiori visti durante le passeggiate durante il lockdown. Parchi e giardini hanno iniziato a riaprire da giugno 2020. Nell'ottobre 2020 il Trust ha annunciato la perdita di 1.300 posti di lavoro.

## Governance

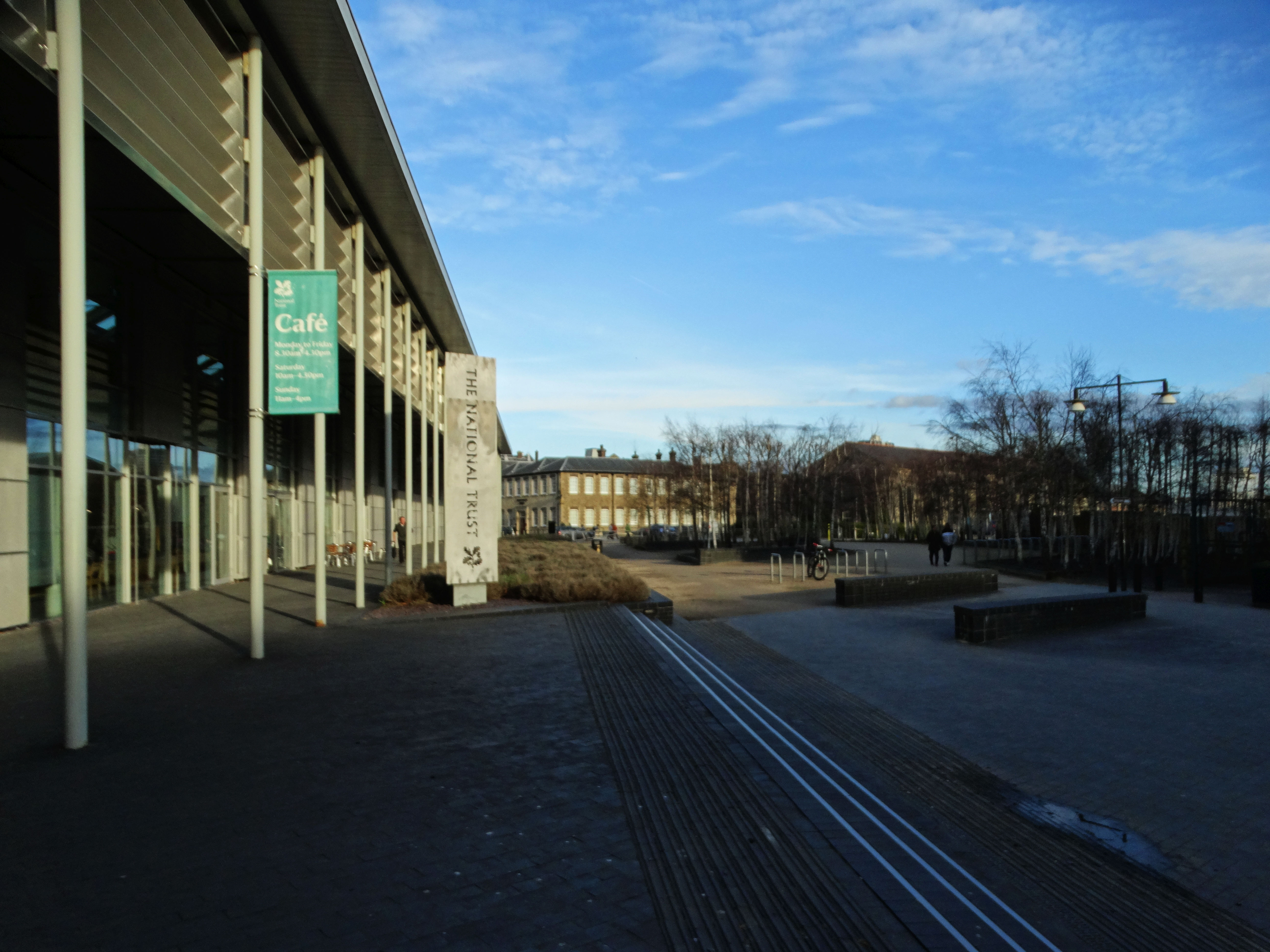
Heelis

Il Trust è un ente di beneficenza indipendente (n. 205846). È stato fondato come società senza scopo di lucro nel 1895 ma è stato successivamente reincorporato da un atto privato del Parlamento, il National Trust Act 1907. I successivi atti del Parlamento tra il 1919 e il 1971 modificarono ed estesero i poteri e il mandato del Trust. La governance del Trust è stata modificata dal Charities (National Trust) Order del 2005.
Il Trust è governato da un consiglio di amministrazione composto da 9 a 15 membri, nominato e supervisionato da un consiglio composto da 18 persone elette dai membri del Trust e altre 18 nominate da altre organizzazioni il cui lavoro è correlato a quello del Trust, come la Soil Association, la Royal Horticultural Society e il Council for British Archaeology. I membri votano periodicamente sulle organizzazioni che possono nominare la metà del consiglio. I membri possono anche proporre e votare mozioni all'assemblea generale annuale.
A livello operativo, il Trust è organizzato in sezioni regionali corrispondenti alle regioni ufficiali di governo locale del Regno Unito. La sua sede è a Swindon.
Nel 2019/20 il Trust impiegava 14.000 dipendenti, inclusi circa 4.000 lavoratori stagionali. Dal 2009, i servizi ai clienti sono stati esternalizzati a Capita. Il direttore generale del Trust, Hilary McGrady, riceve uno stipendio annuo di 195.700 sterline, mentre altri otto dirigenti ricevono più di 100.000 sterline all'anno.

## Finanziamenti
Per l'anno terminato a febbraio 2020, le entrate totali del Trust sono state di 680,95 milioni di sterline. Le maggiori fonti di reddito erano le sottoscrizioni associative (269,7 milioni), i redditi da proprietà diretti (196,9 milioni), il reddito delle imprese e da energie rinnovabili (79,3 milioni) e i lasciti (61,6 milioni). Il Trust ha ricevuto anche 20,8 milioni di sovvenzioni, di cui 5,6 milioni da Natural England, 4,3 milioni dal National Lottery Heritage Fund e 3,5 milioni dal Dipartimento per l'ambiente, l'alimentazione e gli affari rurali. In riconoscimento del finanziamento ricevuto dalla Lotteria Nazionale, il Trust ha invitato i possessori dei biglietti della lotteria a visitare gratuitamente oltre 100 proprietà per alcuni giorni nel novembre 2017, 2018 e 2019. Il Trust partecipa anche al programma annuale Heritage Open Days, durante il quale i non membri possono visitare gratuitamente alcune proprietà selezionate.

## Membri e volontari
Nell'anno terminato a febbraio 2020, il Trust aveva 5.95 milioni di membri. I membri hanno diritto all'ingresso gratuito alle proprietà fiduciarie aperte invece al pubblico a pagamento. Esiste un'organizzazione separata chiamata Royal Oak Foundation per i sostenitori americani.
Il Trust è sostenuto da volontari che, nel 2020, erano oltre 53.000.

## Proprietà del National Trust
Al 2020, il Trust possiede quasi 250 000 ettari di terreno, 1260 km di costa, più di 200 dimore storiche, 41 castelli e chiese, 47 monumenti industriali, siti di fabbriche e miniere, 9 fari, 56 villaggi, 39 pub e 25 fienili medievali. La maggior parte della terra è coltivata, sia in proprio che tramite fittavoli. Il Trust affitta anche cottage per le vacanze, a cui viene assegnata una valutazione da 1 a 5 ghiande per riflettere la qualità della proprietà.

### Dimore e giardini storici

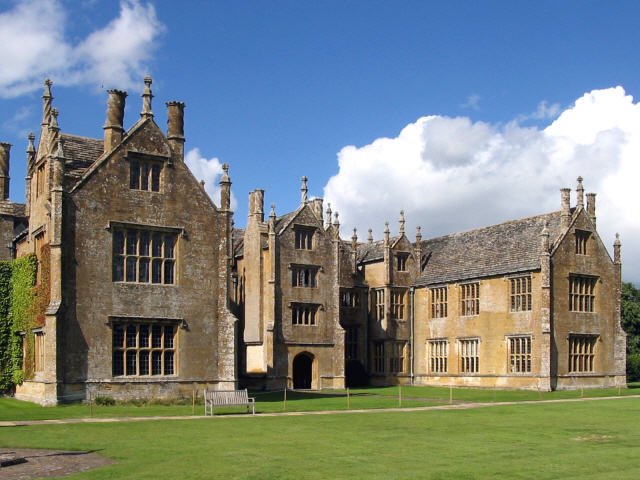
Barrington Court

Il Trust possiede più di 200 dimore storiche aperte al pubblico. Si tratta per la maggior parte di grandi case di campagna o dimore signorili immerse in giardini e parchi. Contengono collezioni di quadri, mobili, libri, oggetti in metallo, ceramiche e tessuti rimasti nel loro contesto storico. Le ali di servizio sono conservate in molte case. Attingham Park nello Shropshire, la casa di campagna del National Trust più visitata nel 2019/20, è immersa in un tipico terreno con un giardino recintato e un vasto parco piantumato con alberi secondo i progetti di Humphry Repton. La proprietà del National Trust più visitata in Inghilterra nel 2019/20 per la quale è previsto l'ingresso a pagamento è stata Clumber Park nel Nottinghamshire, un parco senza casa di campagna: Clumber House fu in gran parte demolita nel 1938, lasciando una cappella del XIX secolo al centro del parco, che contiene anche un lago con isole boscose, un blocco di stalle, serre e due templi classici.
La prima casa di campagna acquisita dal Trust, il maniero elisabettiano Barrington Court nel Somerset, fu acquistata nel 1907 e si presentava in uno stato fatiscente e priva di contenuto. L'esperienza ha insegnato al Trust una salutare lezione sulla necessità di dotazioni per coprire i costi di manutenzione delle case di campagna. Il Trust acquisì la maggior parte delle sue case di campagna a metà del XX secolo, quando le tasse di successione erano al massimo e molte case di campagna venivano demolite. Gli accordi presi con le famiglie che lasciavano in eredità le loro case al Trust spesso permettevano loro di continuare a vivere nella proprietà. Dagli anni '80, il Trust è stato sempre più riluttante a rilevare grandi case senza sostanziali fondi di dotazione di accompagnamento, e le sue acquisizioni in questa categoria sono state meno frequenti, con solo due, Tyntesfield e Seaton Delaval Hall, avvenute dal 2000.

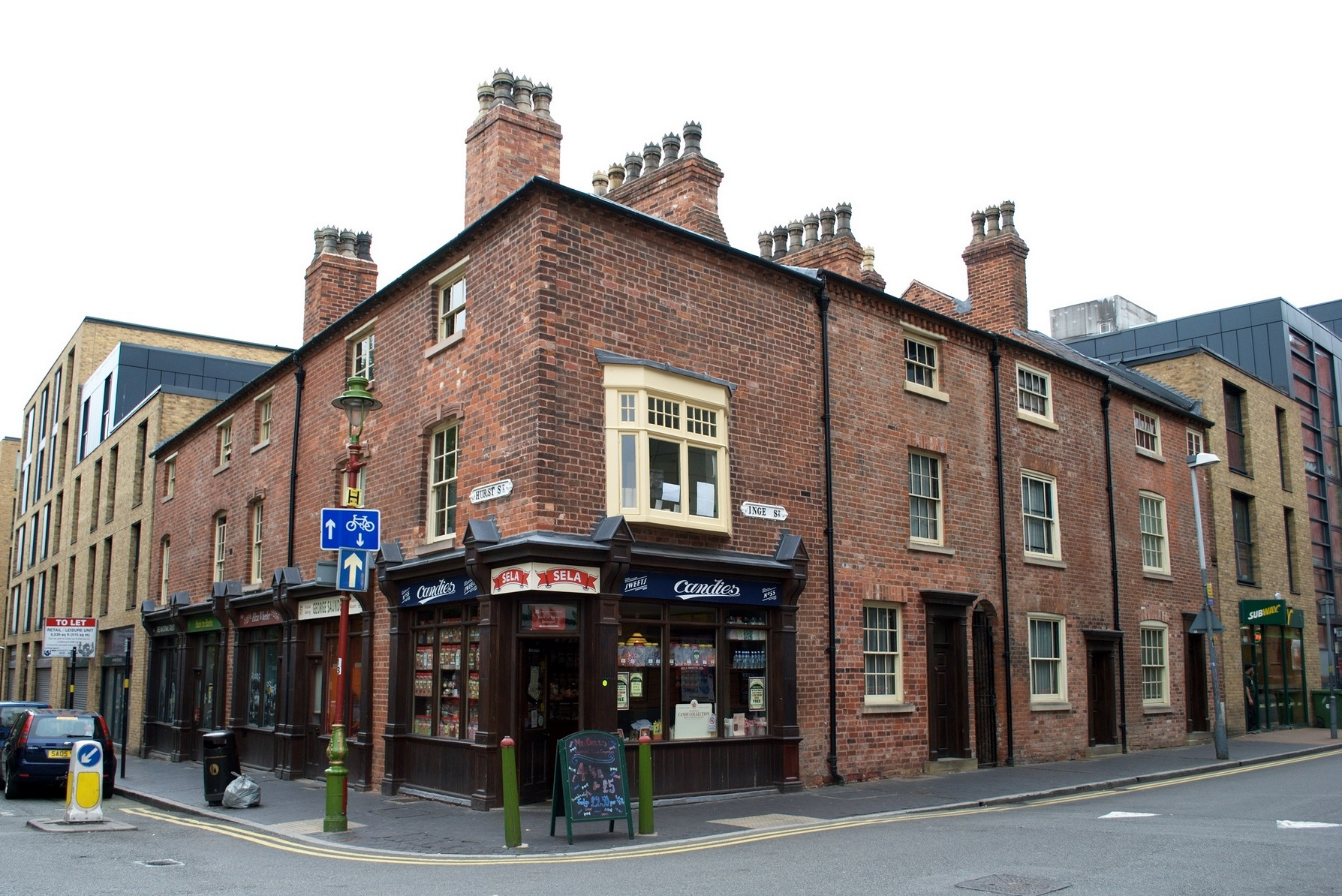
Esterno di Birmingham Back to Backs

Oltre alle grandi case di campagna, il Trust possiede anche proprietà più piccole, molte delle quali associate a personaggi famosi. Gli esempi includono: Cherryburn, il cottage nel Northumberland dove nacque Thomas Bewick; Smallhythe Place nel Kent, casa di Ellen Terry; Shaw's Corner nell'Hertfordshire, casa di campagna di George Bernard Shaw. La casa dell'architetto Ernő Goldfinger, 2 Willow Road a Hampstead, Londra, è stato il primo esempio di architettura modernista ad essere acquisito dal Trust. Nel 1995 il Trust acquistò 20 Forthlin Road a Liverpool, la casa d'infanzia di Paul McCartney; 251 Menlove Avenue, la casa d'infanzia di John Lennon, è stata acquistata da Yōko Ono nel 2002 e donata al Trust. I Birmingham Back to Backs sono un esempio di alloggi della classe operaia preservati dal Trust.
Alcune proprietà hanno accordi individuali con il Trust, quindi ad esempio Wakehurst Place è gestito dai Royal Botanic Gardens, e Waddesdon Manor da una fondazione privata; entrambi sono aperti al pubblico.

### Collezioni d'arte
Dalla sua fondazione nel 1895, il fondo ha progressivamente ampliato la propria collezione d'arte, soprattutto attraverso acquisizioni di intere proprietà. Dal 1956 fino alla soppressione dell'incarico nel 2021, c'è stato un curatore di quadri e sculture. Il primo fu St John (Bobby) Gore, nominato "Consulente per la pittura" nel 1956. Ha pubblicato cataloghi delle immagini di Upton House, Polesden Lacey, Buscot Park, Saltram House e Ascott House. Il suo successore nel 1986 fu Alastair Laing, che curò le opere d'arte di 120 proprietà e creò la mostra In Trust for the Nation, tenutasi alla National Gallery nel 1995-96. Dal 2009 al 2021, il curatore è stato David Taylor, che ha approvato l'inclusione delle fotografie dei 12.567 dipinti ad olio del Trust nell'archivio online ricercabile di dipinti ad olio della Public Catalog Foundation, disponibile dal 2012. Gli artisti rappresentati nelle collezioni del Trust includono Rembrandt (il cui Autoritratto con indosso un berretto di piume bianche che ora è esposto all'abbazia di Buckland è stato recentemente riattribuito all'artista), Hieronymus Bosch, El Greco, Peter Paul Rubens, Angelika Kauffmann e Stanley Spencer.
Dagli anni '80 al 2001 il Trust ha commissionato agli artisti la creazione di opere raffiguranti i luoghi del National Trust attraverso la "Foundation for Art", e nel 2009 ha lanciato il programma di arte contemporanea intitolato "Trust New Art" in una joint venture con l'Arts Council England e l'Arts Council of Galles. Nell'ambito di questo programma, il Trust ha lavorato con oltre 200 artisti per creare nuove opere d'arte ispirate ai luoghi, tra cui: Jeremy Deller, Anya Gallaccio, Antony Gormley, Sir Richard Long, Serena Korda, Marcus Coates e Katie Paterson.

### Costa e campagne

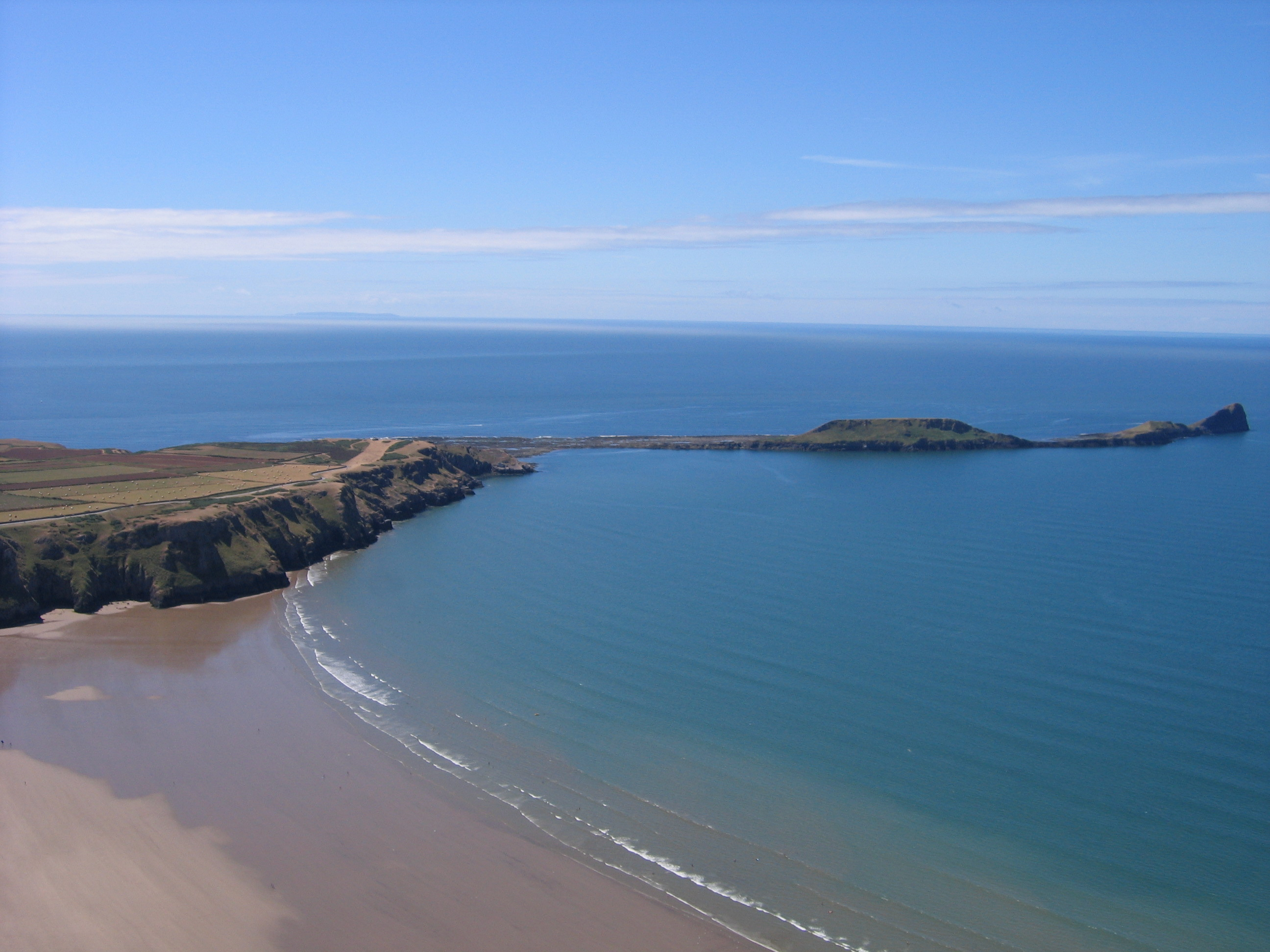
Scogliera e Worms'Head a Rhossili

Il National Trust è il più grande proprietario terriero privato del Regno Unito. Le proprietà terriere del Trust rappresentano quasi 250.000 ettari, prevalentemente di campagna. Gran parte di questa è costituita da parchi e tenute agricole annesse a casali, ma sono molte le proprietà di campagna acquisite appositamente per il loro valore paesaggistico o scientifico. Il Trust possiede o ha accordi su circa un quarto del Lake District e ha un controllo simile su circa il 12% (ad esempio South Peak Estate e High Peak Estate).
La maggior parte dei terreni del National Trust, circa 200.000 ettari, è costituita da aziende agricole affittuarie o di proprietà, dove l'accesso del pubblico è limitato ai diritti di passaggio e talvolta a percorsi aggiuntivi. A Wimpole Estate nel Cambridgeshire, la fattoria è aperta al pubblico. Il Trust possiede anche foreste, boschi, colline e brughiere. Queste aree sono generalmente aperte al pubblico gratuitamente, così come alcuni parchi annessi alle case di campagna (altri sono a pagamento).
Il Trust possiede o protegge circa un quinto della costa in Inghilterra, Galles e Irlanda del Nord: 1260 km, e ha una campagna a lungo termine, Project Neptune, che cerca di acquisirne ancora.

### Protezione della proprietà del National Trust
Le leggi conferiscono al Trust il potere statutario unico di dichiarare la terra inalienabile. Ciò impedisce che il terreno venga venduto o ipotecato contro la volontà del Trust senza una speciale procedura parlamentare. L'inalienabilità del terreno fiduciario è stata ignorata dal Parlamento nel caso delle proposte per costruire una sezione della tangenziale di Plympton attraverso il parco di Saltram House, sulla base del fatto che il progetto stradale era noto prima che il parco di Saltram fosse dichiarato inalienabile.
Nel 2017 il Trust, nonostante le critiche dei membri, ha sostenuto il progetto del governo di costruire un tunnel stradale sotto il sito di Stonehenge come parte dei piani di ammodernamento della strada A303. Il regime comporterebbe l'acquisto obbligatorio di terreni detenuti in maniera inalienabile dal Trust.

### Le proprietà più visitate

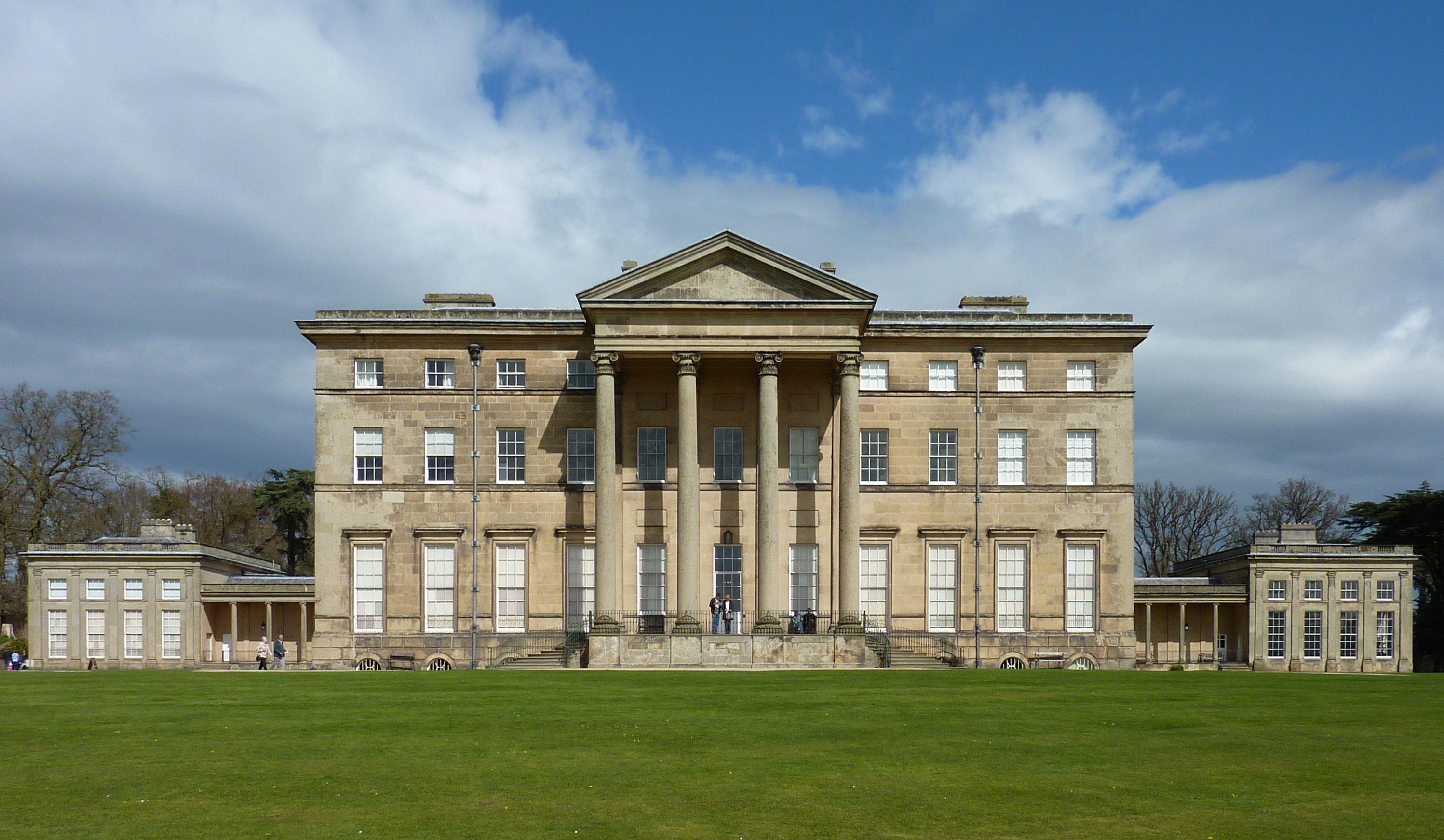
Attingham Park nello Shropshire, la proprietà più visitata del Trust nella stagione 2021/22

Il rapporto annuale 2021-2022 del Trust elenca tutte le proprietà aperte a pagamento che hanno avuto più di 50.000 visitatori.
| 1  | Attingham Park       | Shropshire         | 562.873 |  |  |  |  |
| 2  | Cliveden             | Buckinghamshire    | 543.751 |  |  |  |  |
| 3  | Dunham Massey Hall   | Grande Manchester  | 506.534 |  |  |  |  |
| 4  | Clumber Park         | Nottinghamshire    | 489.257 |  |  |  |  |
| 5  | Calke Abbey          | Derbyshire         | 440.966 |  |  |  |  |
| 6  | Abbazia di Fountains | Yorkshire del Nord | 389.511 |  |  |  |  |
| 7  | Belton House         | Lincolnshire       | 355.679 |  |  |  |  |
| 8  | Stourhead            | Wiltshire          | 350.894 |  |  |  |  |
| 9  | Abbazia di Anglesey  | Cambridgeshire     | 339.355 |  |  |  |  |
| 10 | Kingston Lacy        | Dorset             | 319.820 |  |  |  |  |